# Kalltal
Das Naturschutzgebiet Kalltal (NSG-Kennung ACK-061) liegt im Gemeindegebiet von Monschau zwischen Konzen und Lammersdorf. Es ist rund 54,5 Hektar groß und wurde 1998 mit dem Landschaftsplan Monschau ausgewiesen. Teilflächen waren zuvor schon unter anderen Namen als NSG ausgewiesen.
Das Gebiet umfasst einen etwa zwei Kilometer langen Oberlauf-Abschnitt der Kall mit umgebenden Flächen. Im Westen reicht das Naturschutzgebiet bis zur Bundesstraße 258 an der belgisch-deutschen Grenze. Im Osten schließt im Gemeindegebiet von Simmerath direkt das NSG Oberes Kalltal mit Nebenbächen an.
Das Naturschutzgebiet liegt vollständig im deutlich größeren FFH-Gebiet DE-5303-302 Kalltal und Nebentäler. Dadurch gehört es zum europäischen Schutzgebietsnetz Natura 2000.

## Gebietsbeschreibung
Die im Oberlauf Kallbach genannte Kall entspringt unweit westlich des Naturschutzgebiets in Belgien. Das unverbaute Bachbett im Gebiet hat einen kiesigen Untergrund, ist 10 bis 20 cm tief und knapp einen Meter breit. Für die gute Wasserqualität sprechen im Bach lebende Köcherfliegenlarven.
Beiderseits der Kall liegen weitgehend brachgefallene, artenreiche Grünlandflächen mit stellenweise moorigen Bereichen und abschnittsweise auch Waldflächen (v. a. Fichtenforst, in nassen Abschnitten Moorbirkenbestände). Die Nass- und Feuchtgrünlandflächen sind binsen- und seggenreich, auch der Schlangen-Knöterich kommt in größeren Beständen vor. Weiterhin wachsen u. a. Sumpf-Blutauge, Siebenstern, Moorlilie, Fieberklee und Geflecktes Knabenkraut im Gebiet. Wollgräser und Torfmoose prägen die Moorbereiche.

## Schutzzweck
Das Bachtal der Kall ist eine bedeutende Vernetzungsachse im länderübergreifenden Biotopverbund zwischen Hohem Venn und Rurtal. Die Ausweisung als Naturschutzgebiet dient vorrangig der Erhaltung eines naturnahen Fließgewässerabschnitts sowie der feuchten bis nassen Grünland- und Moorbereiche als Lebensraum für mehrere bedrohte Pflanzen- und Tierarten. Zu den besonders zu schützenden Tierarten im Gebiet zählen Biber, Großes Mausohr, Teichfledermaus, Eisvogel und Braunkehlchen.